# Plage de la Lanzada
La plage de la Lanzada (praia da Lanzada en galicien) est une des plus célèbres plages de la Galice (Espagne). Elle est située dans les communes d'O Grove et Sanxenxo dans la province de Pontevedra. Le pavillon bleu y flotte depuis longtemps.

## Description
Elle se trouve sur le côté sud-ouest de l'isthme qui relie la péninsule d'O Grove au continent. Elle est située près de l'entrée de la ria de Pontevedra et l'extrémité nord de l'isthme borde l'embouchure de la ria d'Arosa. Son extrémité nord est proche du village touristique de San Vicente del Mar (O Grove).
La Lanzada est une plage très étendue : elle fait 2,5 kilomètres de long et plus de trois kilomètres si l'on tient compte des plages adjacentes de Areas Gordas et Lapa. C'est la quatrième plus longue plage de Galice. On donne 3 noms à ses différentes parties :
- Areas Gordas (Sables grossiers)
- Plage de Lapa (Plage de la Patelle)
- Plage de la Lanzada (Plage de la Jetée)

C'est l'une des plages les plus connues et étendues de la Galice. Pendant l'été, de nombreux touristes viennent la visiter.
Elle est entourée d'un magnifique environnement naturel protégé par des dunes appartenant au réseau Natura 2000. Actuellement, la partie des dunes est un écosystème protégé.

## Activités
Sur cette plage située en pleine mer, la mer est souvent  
houleuse, c'est pourquoi on peut pratiquer des sports comme le surf et la planche à voile. Le kitesurf est également pratiqué ici, car c'est une plage en pleine mer qui peut devenir très venteuse.
À quelques mètres seulement se trouvent des lieux d'intérêt tels que la Tour de la Lanzada, le Castro de la Lanzada et la chapelle Notre Dame de la Lanzada.

## Accès
Depuis Pontevedra ou Sanxenxo, on y accède sur la route PO-308 vers O Grove.
Le moyen le plus rapide pour y accéder est l'autoroute de Salnés, AG-41.On y accède en prenant la dernière sortie en direction d'O Grove.

## Images

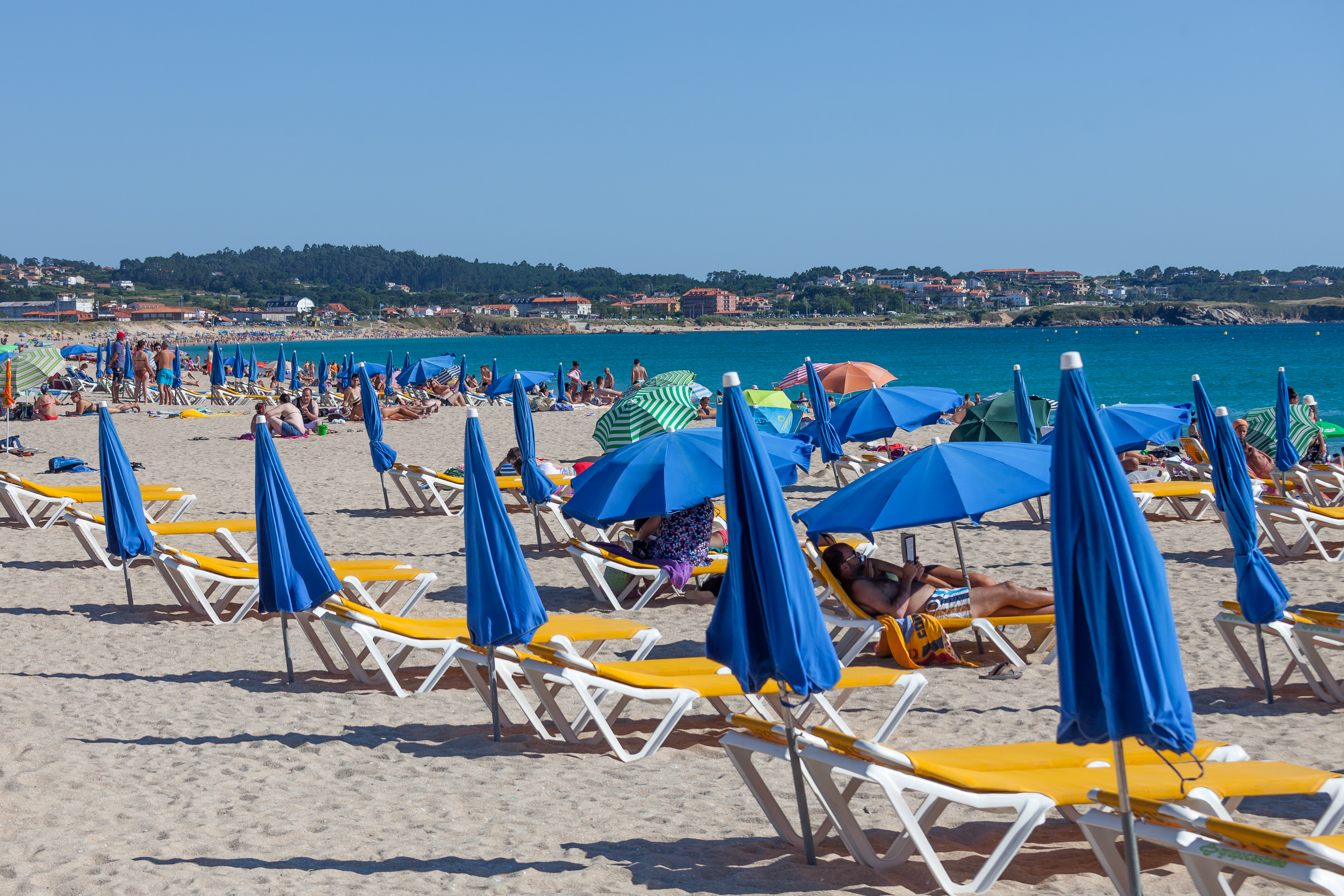
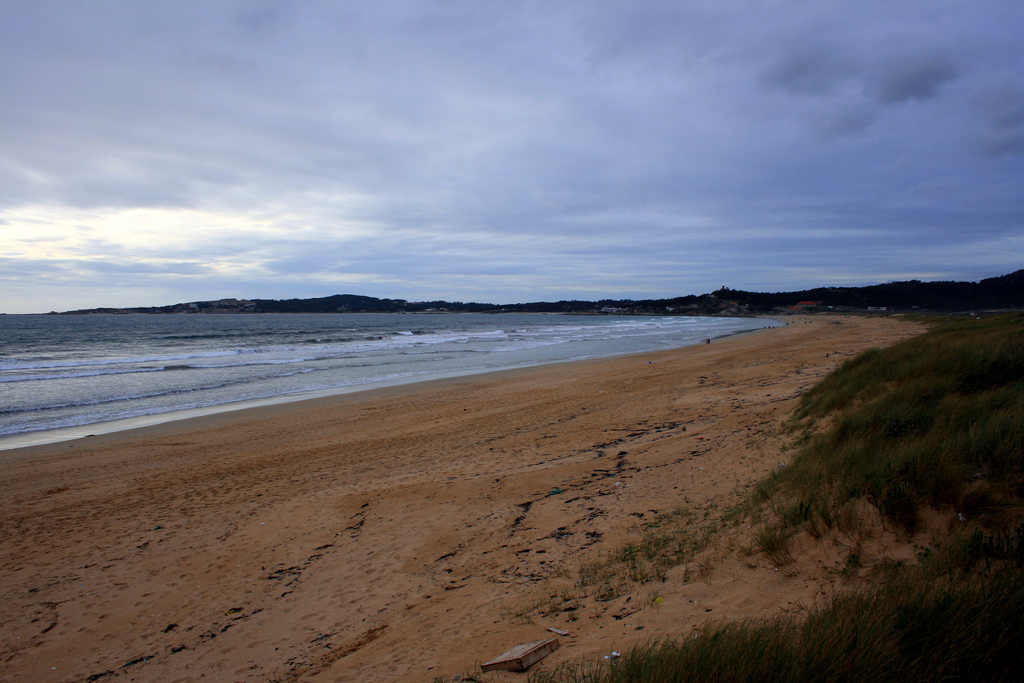
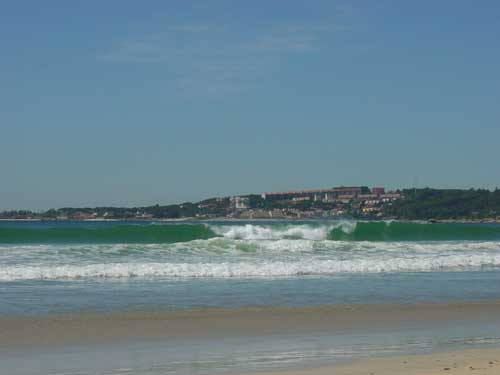
San Vicente de la Mer, au fond.
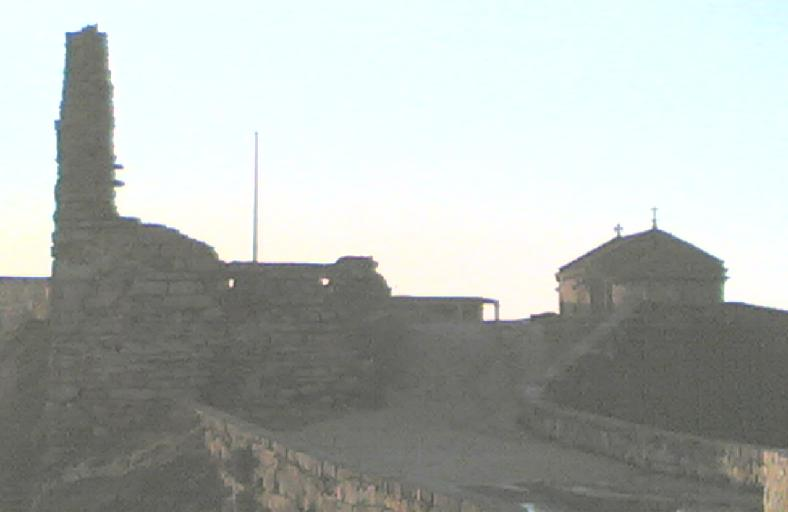
Tour et chapelle.
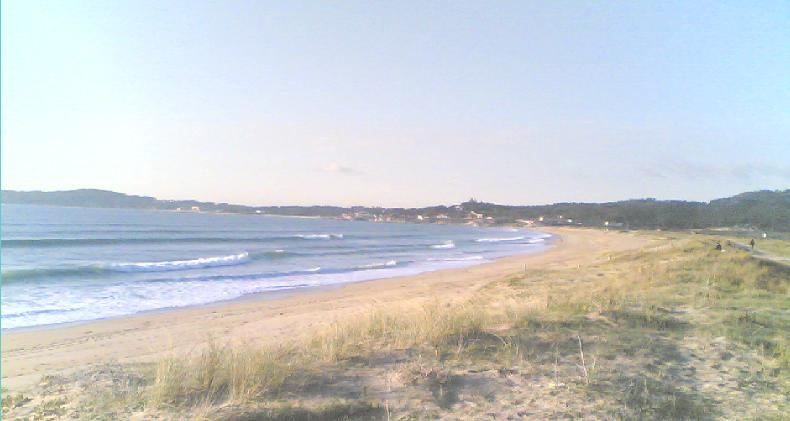
Plage vide.
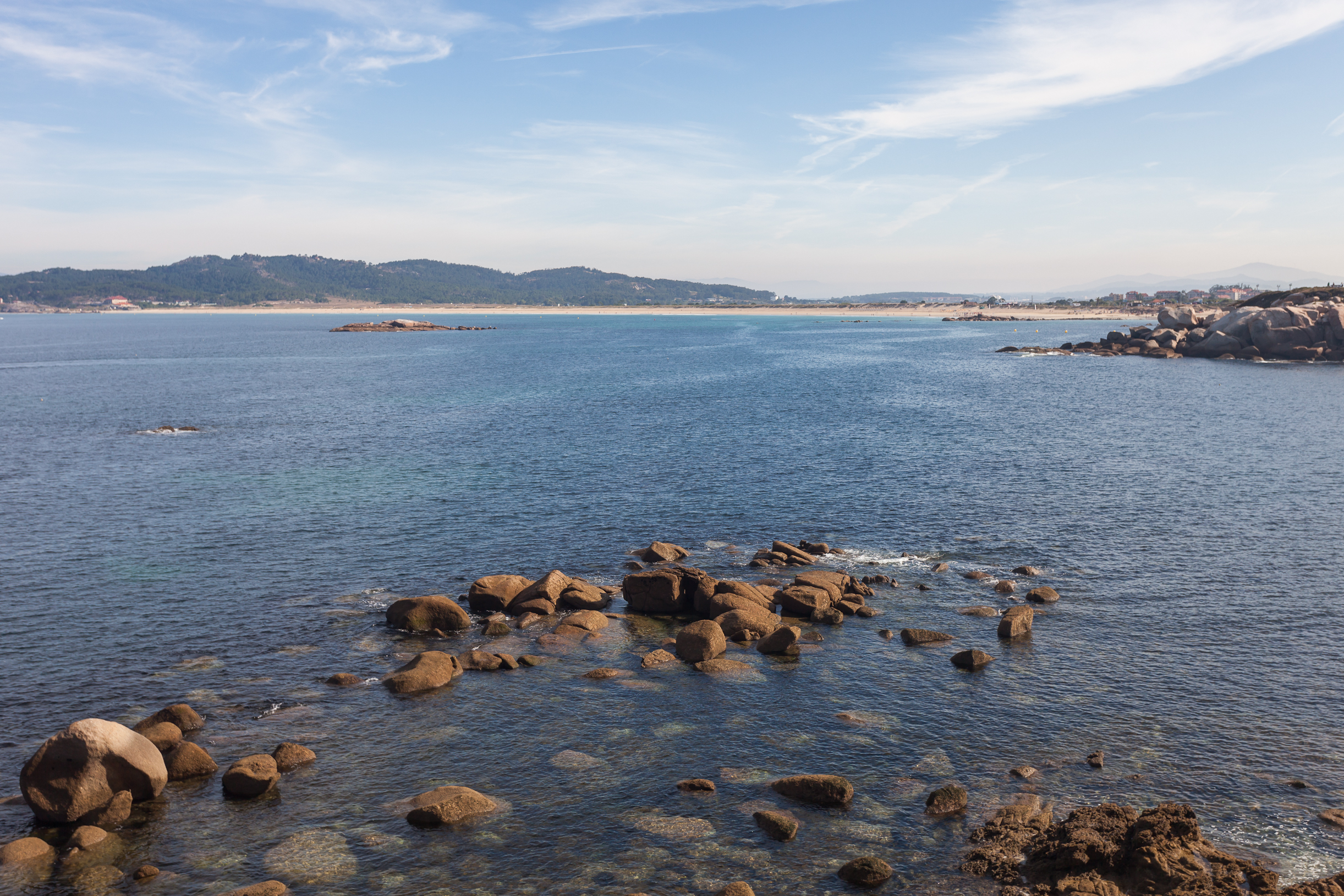
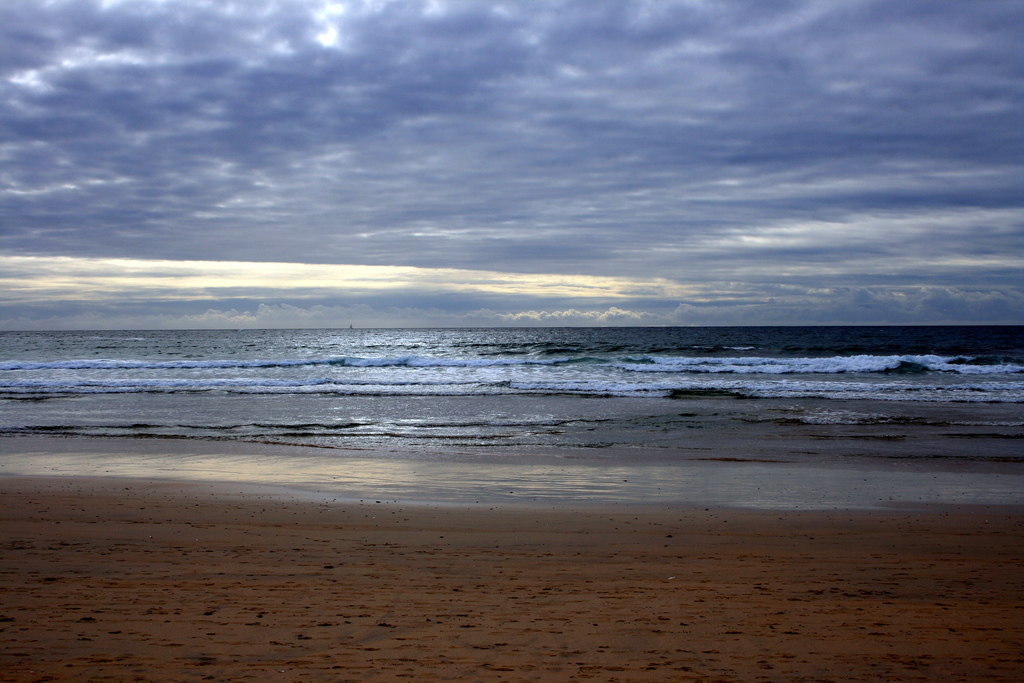
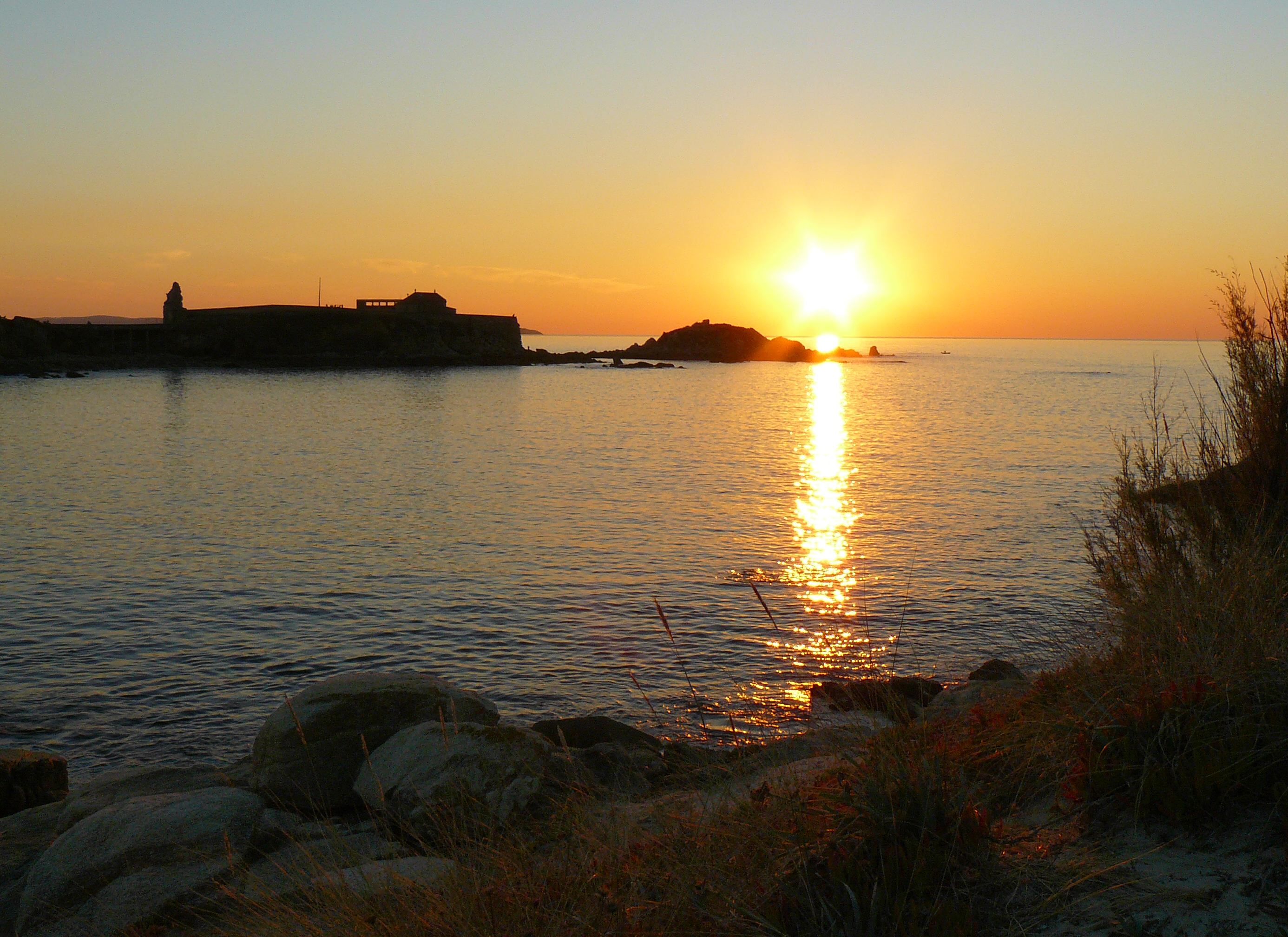
Plage et chapelle au fond
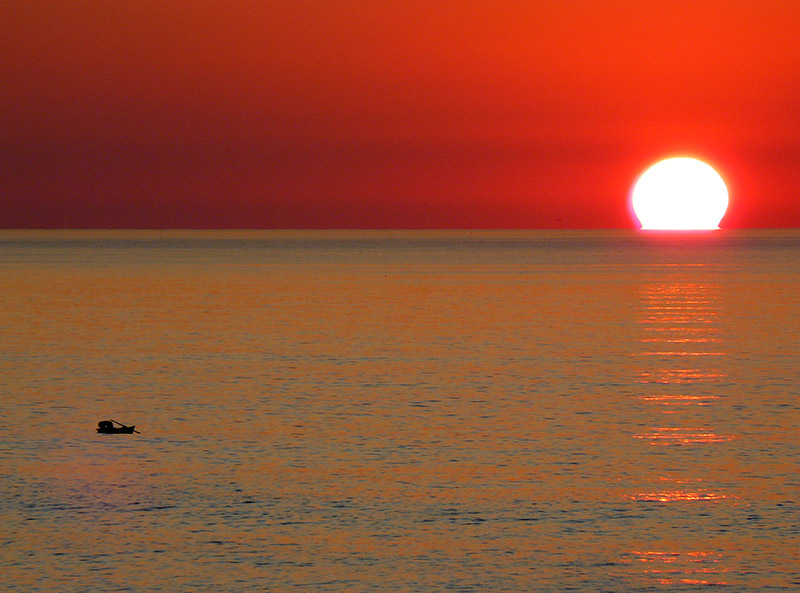
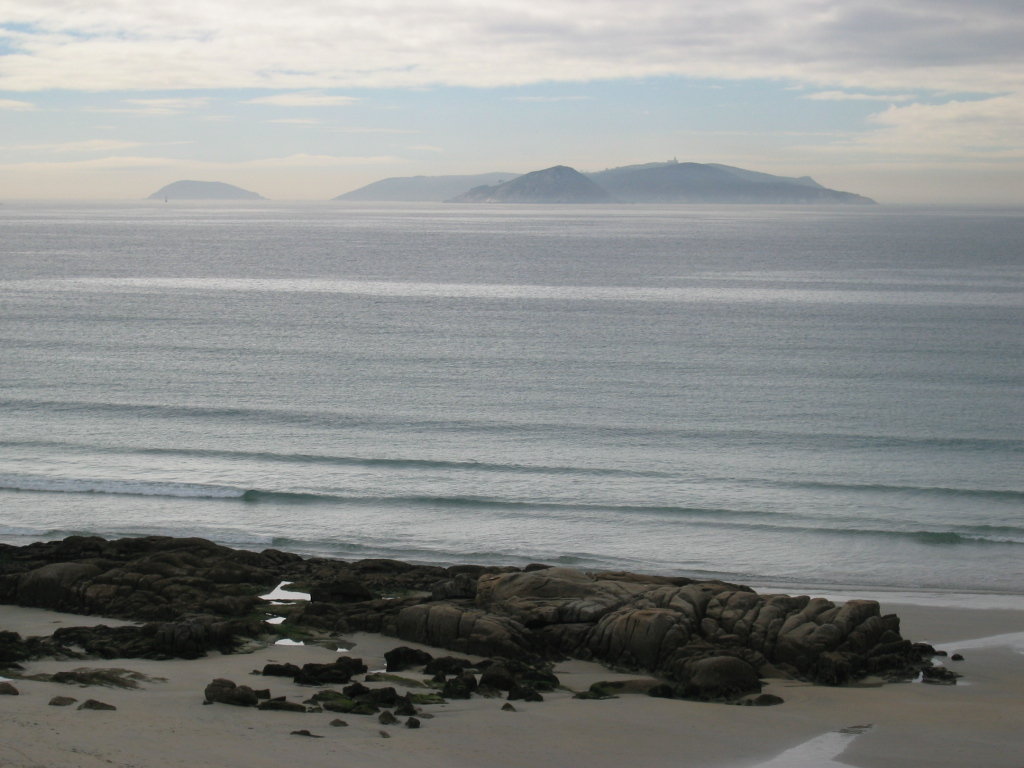
Île Ons depuis la Lanzada
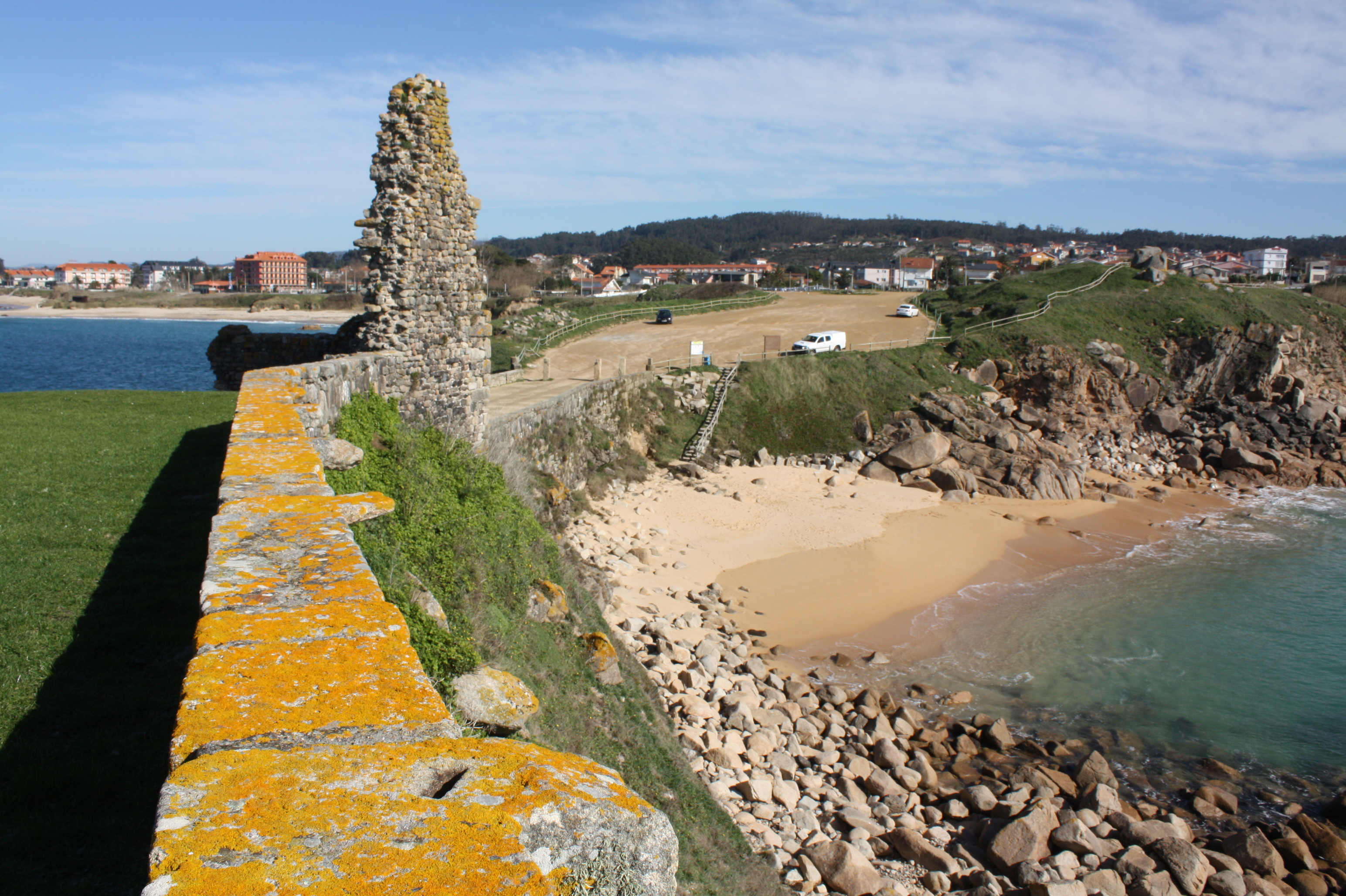
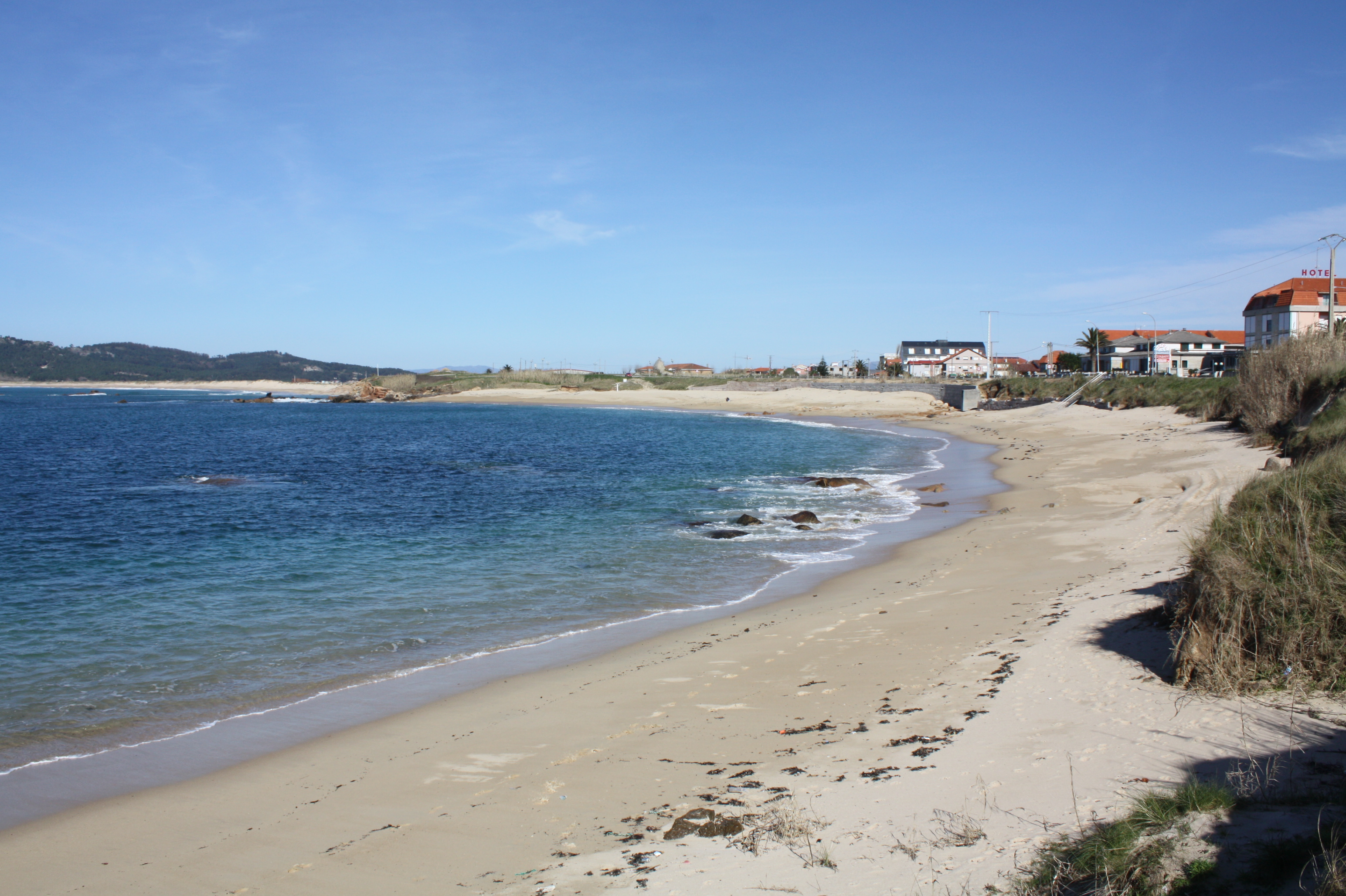
Plage A Lapa
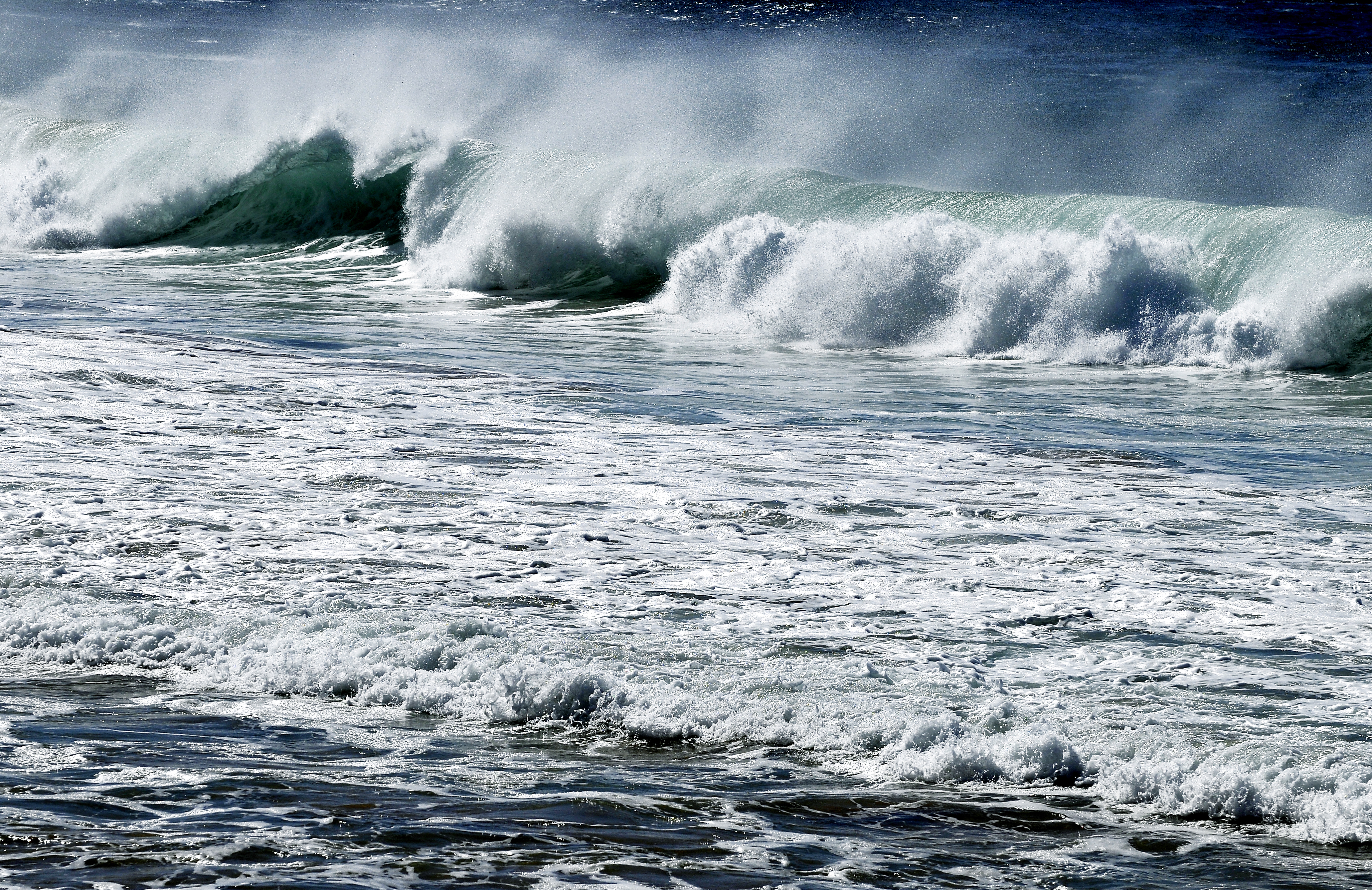
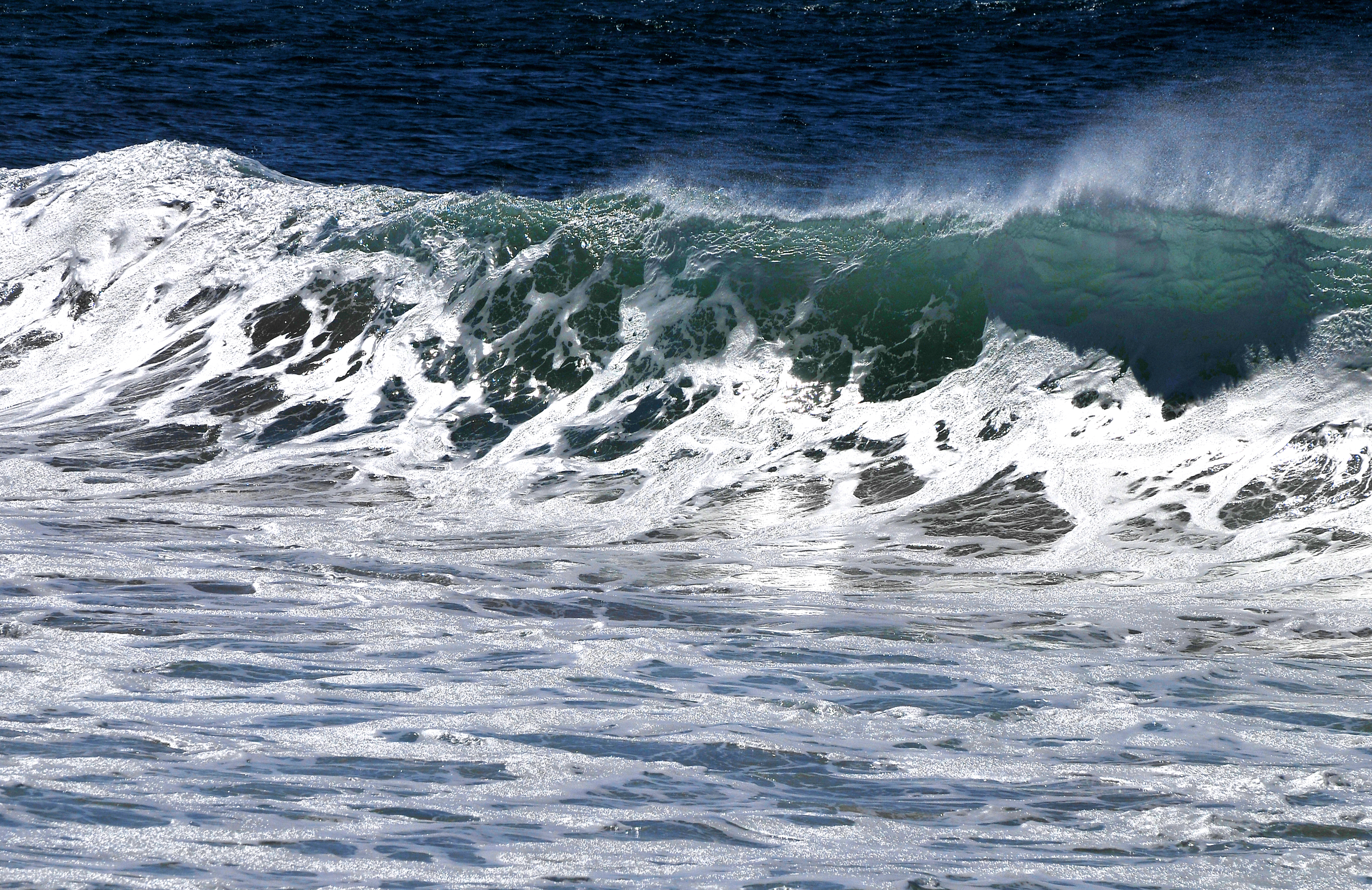

## Voir également

### Autres articles
- Ria de Pontevedra
- Province de Pontevedra
- Chapelle Notre Dame de la Lanzada
- Rías Baixas
- Plage de Montalvo
- Plage de Silgar
- Plage de Areas